# Upiory Kurhanów
Upiory Kurhanów – istoty ze stworzonej przez J.R.R. Tolkiena mitologii Śródziemia.
Były to złe duchy nieznanego pochodzenia, służące Czarnoksiężnikowi z Angmaru. Po Wielkiej Zarazie w 1637 roku Trzeciej Ery zostały przez niego wysłane do Kurhanów, gdzie zamieszkały w grobowcach królów Arnoru i Cardolanu. Były wrogo nastawione do każdego, kto odwiedzał Kurhany; więziły ludzi i składały ich w ofierze.
Frodo Baggins i jego towarzysze zostali przez nie uwięzieni w Kurhanach w czasie ich wędrówki do Rivendell. Uratował ich Tom Bombadil, który wygnał jednego z upiorów śpiewając i rozdając skarb znajdujący się w jego kurhanie.
Upiory Kurhanów nie pojawiają się w trylogii filmowej Władca Pierścieni Petera Jacksona.